# Ермаков, Геннадий Петрович
Генна́дий Петро́вич Ермако́в (12 апреля 1937, Орск — 7 мая 2022, Москва) — советский хозяйственный деятель, генеральный директор объединения «Никель», заместитель министра цветной металлургии СССР. Почётный гражданин города Мончегорска.

## Биография
Геннадий Петрович Ермаков родился в городе Орске Оренбургской области 12 апреля 1937 года. В 1955 году окончил индустриальный техникум, после чего работал конвертерщиком, мастером плавильного цеха Иртышского полиметаллического комбината. С 1959 по 1982 годы работал на заводе «Южуралникель» — сперва в качестве мастера, после окончания в 1965 годого заочного политехнического института — инженером, затем — директором Буруктальского завода, наконец — главным инженером всего комбината. За время работы на «Южуралникеле» руководил внедренмем электроплавки окисленных никелевых руд на ферроникель, строительством и запуском крупнейшего в СССР кобальтового цеха, внедрением плазменной технологии получения металлического кобальта.
8 июля 1982 года назначен на должность генерального директора объединения «Никель» и комбината «Североникель». Под руководством Ермакова был освоен промышленный комплекс автогенной плавки сульфидной медно-никелевой руды в вертикальном агрегате на кислородном дутье с обеднением шлаков в электропечи, автогенная плавка медных концентратов в вертикальном конвертере, проведена коренная реконструкция плавильного цеха, цеха разделения файнштейна, пущены 2 очереди сернокислотного цеха, новые химико-металлургические цеха, внедрена технология производства сверхчистого карбонильного никеля в виде дроби. При этом производство никеля в возросло 1,8 раз, меди — в 1,7 раза и кобальта — в 2,3 раза. К 1985 году «Североникель» превратился в крупнейший рафинировочный никелевый завод в мире. Кроме того, в 1980-е «Североникель» значительно увеличил объёмы жилищного строительства, были застроены два микрорайона Мончегорска: северо-западный и южный. Одновременно с жильём строили магазины, детские сады, столовые, теплицы и детский городок в центральном городском парке имени Бровцева.
С 1988 года — заместитель министра в Министерстве цветной металлургии СССР, руководитель Главного научно-технического управления. С 1991 года — консультант ряда фирм.

## Научная деятельность
С 1982 года — кандидат наук, с 1991 года — доктор наук. Автор и соавтор 50 научных публикаций, 45 авторских свидетельств и патентов.

## Награды
- орден Трудового Красного Знамени
- орден «Знак Почёта»
- звание «Заслуженный металлург РСФСР»
- с 2006 года — Почётный гражданин города Мончегорска[1]